# محوطه سراسر (املش)
محوطه سراسر B مربوط به دوران‌های تاریخی پس از اسلام است و در شهرستان املش، بخش رانکوه، روستای سراسر واقع شده و این اثر در تاریخ ۲ آبان ۱۳۸۲ با شمارهٔ ثبت ۱۰۶۳۹ به‌عنوان یکی از آثار ملی ایران به ثبت رسیده است.